# Go-Saga
L'emperador Go-Saga (后 嵯峨 天皇, Go-Saga-Tennō, 1 d'abril del 1220 - 17 de març del 1272) va ser el 88è emperador del Japó, segons l'ordre tradicional de successió. Va regnar entre 1242 i 1246. Abans de ser ascendit al Tron de Crisantem, el seu nom personal (imina) era Príncep Imperial Kunihito (邦 仁 亲王, Kunihito-shinnō).